# 福雷斯特普雷里鎮區 (明尼蘇達州米克縣)
福雷斯特普雷里鎮區（英語：Forest Prairie Township）是位於美國明尼蘇達州米克縣的一個行政鎮區。

## 地方資料
福雷斯特普雷里鎮區的面積為91.11平方千米，當中陸地面積為88.02平方千米，而水域面積為3.09平方千米。根據2020年美國人口普查的數據，當地共有人口987人，而人口密度為每平方千米10.83人。